# دهستان کوه همایی
کوه همایی، دهستانی است از توابع بخش روداب و در شهرستان سبزوار استان خراسان رضوی ایران. مرکز این دهستان روستای اجنورد است.

## جمعیت
جمعیت این دهستان بر اساس سرشماری سال ۱۳۸۵ جمعیت آن ۲٬۲۱۱ نفر (۵۸۸ خانوار)
بوده است.